# Vila Nova do Sul
Vila Nova do Sul is een gemeente in de Braziliaanse deelstaat Rio Grande do Sul. De gemeente telt 4.401 inwoners (schatting 2009).

## Aangrenzende gemeenten
De gemeente grenst aan Santa Margarida do Sul, Santa Maria, São Gabriel en São Sepé.